# Delphin (acteur français)
Pour les articles homonymes, voir Delphin.
Delphin Sirvaux, plus connu sous le nom Delphin, est un acteur français nain, né le 12 octobre 1882 aux Fessey (Haute-Saône) et mort par suicide le 6 mai 1938 à Paris.

## Biographie

### Débuts
Delphin Sirvaux naît le 12 octobre 1882 aux Fessey en Haute-Saône. Un autre nain originaire de la région, Auguste Lamboley, lui conseille de tenter sa chance dans la capitale. D'une corpulence plus forte que Delphin, Guguste y avait obtenu une certaine notoriété.

### Carrière
Delphin commence à s'exhiber à Paris, durant l'Exposition de 1900, puis sur scène et dans des cabarets de Montmartre. Il acquiert rapidement un certain succès, se démarquant par son esprit et ses talents artistiques pointus. Il se produit au théâtre, notamment dans L'Oiseau bleu, Arme sur-épaule, aux côtés de Nina Myral, ou encore Cochon d'enfant !.
Passionné par la poésie et le chant, il fréquente Xavier Privas, Marcel Legay, Paul Marinier, ou encore Maurice Couyba. On assure qu'il eut des liaisons amoureuses, souvent assez brèves, mais n'eut aucun enfant.
Il n'a joué que dans cinq films, mais il y tenait des rôles importants. Il incarne le principal du collège dans Zéro de conduite. Jacques Feyder fait appel à lui pour personnifier le bouffon de La Kermesse héroïque.
Il habitait un appartement fourni de meubles miniatures à sa taille sur le boulevard de Clichy, en compagnie de son ami — lui aussi nain — Auguste Tuaillon.

### Suicide
Le 7 mai 1938, vers 14 heures 30, la concierge de son immeuble, étonnée de ne l'avoir ni vu ni entendu de la journée, alerte la police. Sirvaux est retrouvé étendu dans sa chambre. Les secours tentent de le ranimer, en vain et finalement ne peuvent que constater son décès. L'acteur a coupé le tuyau de son réchaud à gaz, provoquant son empoisonnement,.

Sur une feuille de papier écolier est recopiée de sa main une pensée de Pascal : 

« Tout le malheur des hommes vient de ne pas savoir se tenir au repos dans une chambre. »

## Filmographie
- 1912 : Le Nain de Louis Feuillade
- 1912 : La Vertu de Lucette de Louis Feuillade
- 1933 : Zéro de conduite de Jean Vigo
- 1935 : La Kermesse héroïque de Jacques Feyder
- 1938 : Le Joueur d'échecs de Jean Dréville

## Théâtre
- 1909 : Cochon d'enfant ! (acteur et metteur en scène)